# Konrad I. (Meißen)

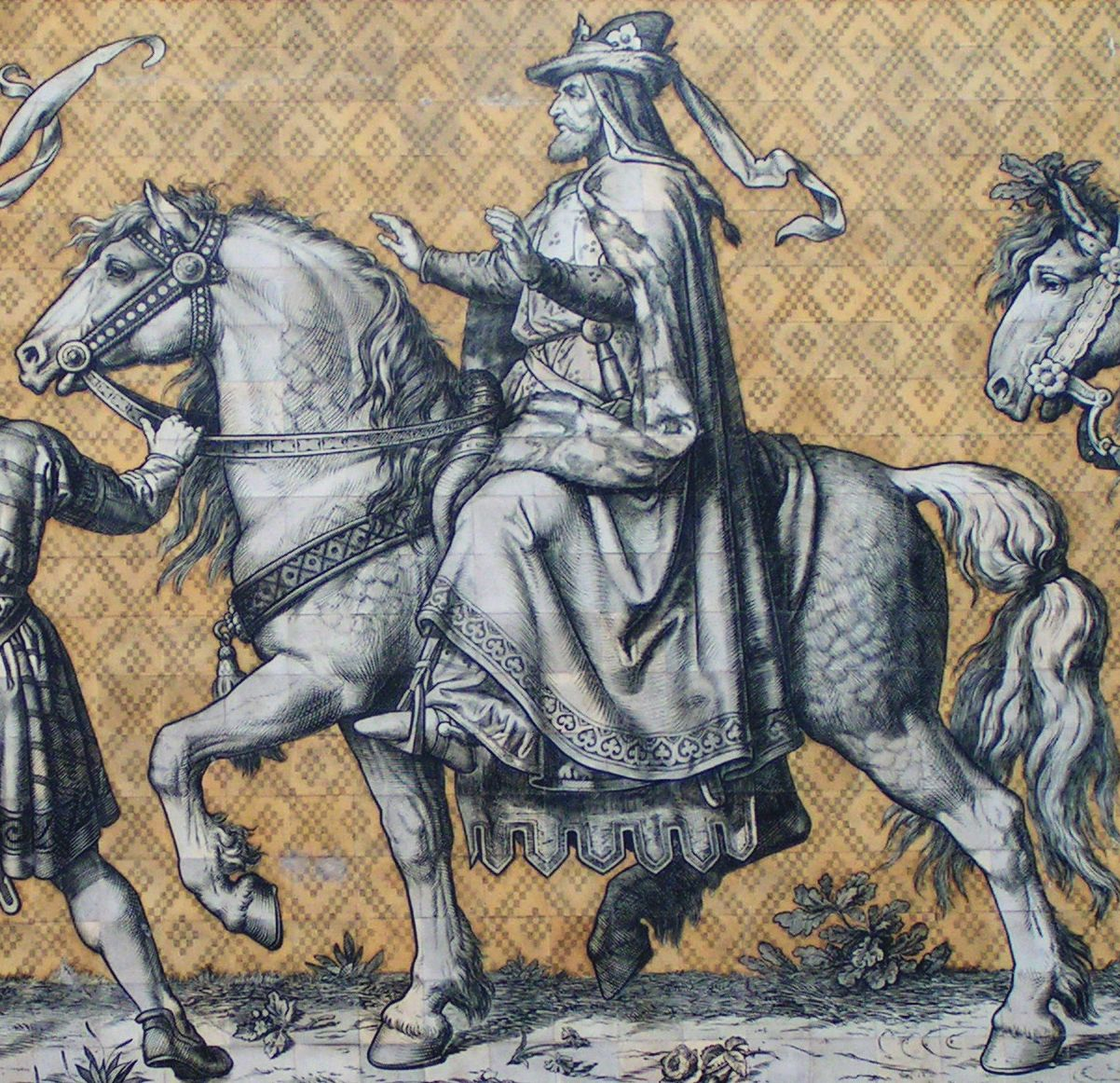
Konrad der Große (Ausschnitt Dresdner Fürstenzug)

Markgraf Konrad (Konrad von Meißen), genannt der Große oder der Fromme (* um 1098; † 5. Februar 1157 im Kloster auf dem Lauterberg) war Graf von Wettin, ab 1123 Markgraf von Meißen und ab 1136 der Mark Lausitz, aus dem Adelsgeschlecht der Wettiner. Er wurde als Sohn des Grafen Thimo von Wettin und dessen Gattin Ida von Northeim, Tochter von Herzog Otto von Northeim, geboren.

## Leben
Konrad kam als Sohn des Grafen Thimo von Wettin um 1098 zur Welt. Schon früh starb sein Vater, der seiner Familie das Gebiet um die Burg Wettin nördlich von Halle hinterließ. Seine Mutter Ida von Northeim vermittelte ihrem Sohn ein unerschütterliches Selbstwertgefühl verbunden mit einem ausgeprägten Machtbewusstsein und lehrte ihn zugleich tiefe Gläubigkeit.
Konrads Vetter Heinrich I., Markgraf von Meißen und der Lausitz, starb 1103. Seine Ehefrau, Gertrud von Braunschweig, brachte erst postum den Erben, Heinrich II., zur Welt. Die Hoffnung, dass Kaiser Heinrich IV. die Reichslehen Mark Meißen und die Mark Lausitz Konrad oder dessen Bruder Dedo IV. von Wettin übertrug, zerschlug sich damit. Nach der Niederkunft machte jedoch das Gerücht die Runde, dass Gertrud ein Mädchen geboren habe und es gegen den Sohn einer armen Frau ausgetauscht hätte. Konrad wuchs im Bewusstsein auf, rechtmäßiger Erbe der beiden Marken zu sein. Bald machte er mit spitzer Zunge Heinrich im Lande lächerlich. In höchster Empörung griff Heinrich 1121 Konrad an, nahm ihn gefangen und ließ ihn in den Kerker werfen. Nachdem Heinrich II. 1123 plötzlich mit kaum 20 Jahren verstarb, kam Konrad wieder frei. Die wiedergewonnene Freiheit war der Wendepunkt im Leben des Konrad von Wettin.
Jetzt hoffte der junge Konrad, dass sich sein Traum vom Markgrafenamt endlich erfüllt. Der Kaiser aber übertrug die freigewordenen Lehen seinem Gefolgsmann Wiprecht von Groitzsch. Der nächste Konflikt war damit bereits programmiert. Konrad verbündete sich mit dem mächtigen Sachsenherzog und späteren König Lothar. Gemeinsam mit Albrecht dem Bären fielen sie zuerst in die Mark Meißen ein, überließen diese Konrad, um gleich darauf die Lausitz zu erobern. Der alte Graf Wiprecht von Groitzsch hatte dem nur wenig entgegenzusetzen. Er unterlag im November 1123 nach kurzem Kampf der militärischen Übermacht und starb 1124. Im folgenden Jahr, 1125, starb Kaiser Heinrich V., und Konrad behauptete sich fortan in der Markgrafschaft.
Er erhielt 1136, nach dem Tode des Markgrafen Heinrich von Groitzsch, die Mark Lausitz, und um 1143 vom Kaiser die Herrschaft über Rochlitz und das Milzenerland.
Die ersten meißnischen Brakteaten (Hohlpfennige) wurden um 1140 unter Konrad I. geprägt. Für einen Teil seiner Münzprägungen, den Brakteaten der Markgrafschaft Meißen, konnte Walther Haupt eine Bautzener Münze zuweisen.
Konrad unternahm gemeinsam mit Bischof Udo von Naumburg eine Pilgerreise nach Jerusalem, wo er im Mai 1145 eine Schenkung an die Kirche des Heiligen Grabes tätigte.
Dem Markgrafen gelang ein allmählicher Ausbau des Territoriums. Dies galt als Beginn des „Wettinischen Herrschaftsgebietes“. Markgraf Konrad verband seine des Reichsfürsten gleiche Machtstellung mit Expansion, der Ostkolonisation und Verbreitung der christlichen Lehre über die Elbe hinaus bis zur Oder. Er nahm 1147 am Wendenkreuzzug teil. Sein eigenes Land, die Mark Meißen und die Lausitz, suchte er durch flämische Kolonisten wirtschaftlich zu stärken. Konrad war der eigentliche Begründer der Macht des wettinischen Fürstenhauses. Er galt als fromm und tat sich als Vogt mehrerer Klöster hervor. Den Bau des Klosters auf dem Lauterberg, dem heutigen Petersberg, ließ Konrad nach dem Tod seines Bruders vollenden und stattete es mit wertvollem Besitz aus. Der Papst entsprach dem Gesuch Konrads, das Kloster unter seinen Schutz zu stellen, und sicherte dem Petersberg damit dauerhaften Bestand.
Konrad war ein geschickter Diplomat. Er löste 1146 das nach dem Krieg gespannte Verhältnis zum Königreich Polen. Er verheiratete seinen Sohn Dietrich mit der Tochter eines polnischen Herzogs. Dies sollte kein Einzelfall bleiben. Seine erfolgreiche Heiratspolitik zeigte sich auch bei der Vermählungen seines Sohnes Otto und seiner Tochter Adele mit Kindern des Markgrafen Albrecht des Bären, der seit 1150 im Besitz der Mark Brandenburg war. Durch diese Ehen verband Konrad die beiden emporstrebenden Dynastien der Askanier und Wettiner.
Konrad begriff die Verbindung zur Kirche als ein bedeutendes und notwendiges Instrument seiner Herrschaft. Um die eigene Position im heutigen Mitteldeutschland zu halten und auszubauen, war ihm ein gutes Verhältnis zu den einflussreichen Magdeburger Erzbischöfen besonders wichtig. Er trug dazu bei, dass sein Neffe Wichmann zum Erzbischof von Magdeburg ernannt wurde. Konrad hatte durch diesen Schachzug seinen Einflussbereich einmal mehr über eine verwandtschaftliche Bindung ausgebaut.
Ende des Jahres 1156 legte Konrad im Dom zu Meißen im Beisein der dortigen Geistlichkeit und seiner adligen Gefolgsleute in einem symbolischen Akt seine Waffen und Herrschaftsinsignien ab und begab sich zum Kloster Petersberg, um als Laienbruder in sein Hauskloster einzutreten, da war er bereits rund 60 Jahre alt. Seine noch lebenden fünf Söhne, sein Kampfgefährte Albrecht der Bär und sein Bündnisgenosse, der Erzbischof von Magdeburg waren zugegen, als er der „Macht und der Welt“ entsagte und das geistliche Gewand anzog. Um Erbstreitigkeiten zu vermeiden, teilte er alle seine Ämter und Herrschaftsrechte unter seinen Söhnen auf und wie selbstverständlich vererbte er auch das Reichslehen Meißen. Konrad begründete damit ein Selbstverständnis der Wettiner, die von da an als legitime Herrscher über die Markgrafschaft Meißen auftraten.
Der Mann, der heute als Stammvater des Sächsischen Königshauses gilt und den Fürstenzug der Wettiner am Dresdner Schloss anführt, begann als armer Graf an der Saale seinen Aufstieg zum angesehenen „Landesfürsten“. Bis zum Ende seines Lebens sollten ihm ein fester Glaube an sich selbst, aber auch eine gehörige Portion Glück ständige Begleiter sein. Konrad starb am 5. Februar 1157, nur zwei Monate nach seinem Eintritt ins Stift auf dem Lauterberg.

## Ehe und Kinder
Kinder aus der Ehe mit Luitgard von Ravenstein (* um 1104; † 19. Juni 1146 im Kloster Gerbstedt, umgebettet zum Augustinerchorherrenstift auf dem Lauterberg bei Halle), möglicherweise eine Cousine von Kaiser Friedrich Barbarossa und Gründerin des neuen Kloster Elchingen am heutigen Standort, nachdem das ursprüngliche Kloster im Tal durch einen Brand zerstört worden war:
- Heinrich († jung)
- Otto der Reiche (* um 1125; † 18. Februar 1190), Markgraf von Meißen
- Dietrich von Landsberg und Eilenburg (* um 1125; † 9. Februar 1185)
- Heinrich I. von Wettin (* um 1123; † 30. August 1181)
- Dedo V. der Feiste (* um 1130; † 16. August 1190)
- Friedrich von Brehna (* 1142/45; † 4. Januar 1182)
- Gertrud († um 1191), verheiratet mit Graf Günther II. von Schwarzburg († 1197)
- Oda, Äbtissin in Gerbstedt († um 1190)
- Bertha, Äbtissin in Gerbstedt
- Adela († 23. Oktober 1181), verheiratet in erster Ehe 1152 mit Sven III. König von Dänemark († 1157) (Haus Estridsson), in zweiter Ehe mit Graf Adalbert III. von Ballenstedt († 1171)
- Sophia († 16. April 1190), verheiratet mit Graf Gebhard I. von Burghausen
- Agnes († 21. Januar 1203), nach dem 5. November 1184 Äbtissin von Quedlinburg[5]